# Frans Jozef-orde
De Frans Jozef-orde (Duits: Franz Josephs-Orden) werd op 2 december 1849 door keizer Frans Jozef I van Oostenrijk ingesteld ter gelegenheid van zijn eerste ambtsjubileum.
Deze ridderorde werd voor maatschappelijke verdiensten verleend. De statuten spraken van "onverschrokken en beproefde aanhankelijkheid aan keizer en vaderland in oorlog- en vredestijd" en van "het dienen van het algemeen belang, het verbeteren van de landbouw, het doen van uitvindingen, het werken in handel, industrie, wetenschap, kunst en liefdadigheid". Ook buitenlanders konden in deze orde worden opgenomen. De keizer behield zich in het stichtingspatent het recht om vreemdelingen in de orde die zijn naam droeg uitdrukkelijk voor. De statuten van de Frans Jozef-orde werden op 25 december 1850 vastgesteld en in 1869, 1901 en in 1908 herzien.
Het aantal leden van deze orde, de eerste moderne orde van Verdienste in Oostenrijk, want zij verleende niet zoals de Leopoldsorde adeldom of titels aan de Ridders, was onbeperkt.
Deze eerste moderne Oostenrijkse orde volgde het voorbeeld van de moderne orden van verdienste zoals de Pruisische Orde van de Rode Adelaar en het Franse Legioen van Eer. De orde werd dankzij de uitgebreide kring van de in de statuten genoemde verdiensten de in de 19e eeuw meest verleende onderscheiding onder de Oostenrijkse ridderorden, vergelijkbaar met de Nederlandse Orde van Oranje-Nassau en de Belgische Kroonorde.
De Frans Jozef-orde was de laatste van de door de Habsburgers gestichte ridderorden. Oostenrijk kende in 1849 een militaire orde, de Orde van Maria Theresia, en de voor verdiensten uitgereikte versierselen van de Leopoldsorde en de Orde van de IJzeren Kroon. Na de Frans Jozef-orde werd in de 69 jaar die de monarchie nog restte alleen nog een Damesorde, de Elisabeth-Orde ingesteld.
In het Oostenrijk van de 19e eeuw speelden orden en onderscheidingen een grote rol in het maatschappelijk verkeer. De Frans Jozef-Orde werd duizenden malen uitgereikt aan de onderdanen van de keizer maar ook aan buitenlanders zoals diplomaten en handelaren.

## De geschiedenis van de orde

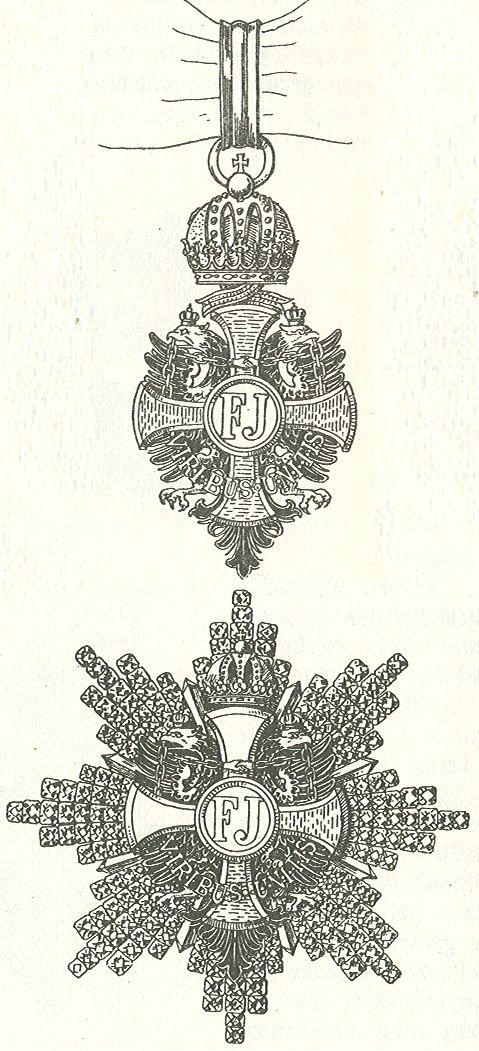
Commandeurskruis en ster van de Frans Jozef-orde

De orde was de eerste Oostenrijkse orde van verdienste zonder de gebruikelijke gouden ordeketen. Ook van de inmiddels bij de Oostenrijkse orden in onbruik rakende ordekleding werd bij deze nieuwe ordestichting afgezien. De laagste rang werd in de eerste jaren officieel steeds "Kleines Kreuz" genoemd waarmee werd benadrukt dat de drager door het ontvangen van dat kruis geen erfelijk of niet-erfelijk Ridder (Duits: "Ritter") binnen de Oostenrijkse adelstand was geworden. Ook de aan het met veel pracht en praal aangeklede Habsburgse hof gebruikelijke herauten en schitterend geuniformeerde functionarissen ontbreken bij de Frans Jozef-orde.
Als motto van de orde werd het Latijnse regeringsmotto van de jonge keizer, "VIRIBVS VNITIS" oftewel "met vereende krachten" uitgekozen. Dit regeringsprogramma benadrukte de door de Habsburgers gewenste eenheid van de veelvolkerenstaat Oostenrijk die in het revolutiejaar 1848 door revolutionaire en nationalistische opstanden bijna te gronde was gericht. Frans Jozef I had zich alleen met Russische militaire steun op de wankele Hongaarse troon kunnen handhaven en in Italië en in de Duitssprekende kroonlanden hadden de maarschalken Radetzky, Windischgraetz en Jellačić de Habsburgers met militair ingrijpen en executies van revolutionairen weer op hun troon hersteld. De Duitstalige adel had de keizer en het aartshuis Habsburg gesteund, de Hongaarse adel had voor een deel tegen de Habsburgers en voor het herstel van de onafhankelijkheid van Hongarije gekozen. De opkomende burgerij wenste erkenning van zijn steeds groter wordende rol en eiste democratisering van de regering. De nieuwe Frans Jozef-Orde was bijzonder geschikt om de banden met de burgerij aan te halen en kan daarom als een politiek instrument worden gezien.
In de stichtingsdocumenten en latere officiële correspondentie wordt benadrukt dat het kruis van de orde de "Allerhöchste Wahlspruch" en de "Allerhöchste Namenszug" droeg. In de byzantijnse sfeer van het hof gaf deze persoonlijke verbinding tussen de "Allerhöchste" heerser en de orde een bijzonder cachet aan de versierselen.
Het patent van 1850 benadrukte dat de Frans Jozef-orde "zonder op afkomst of religie te letten" en "alleen voor uitstekende verdienste" aan "Oostenrijkse rijksburgers" zou worden toegekend. Het besluit noemde als redenen voor het toekennen "onverschrokken en bestendige trouw aan de keizer en het vaderland, in oorlog en in vrede, door bijzondere ontdekkingen en verbeteringen" en "ijverig bevorderen van de belangen van de landbouw, industrie en handel". Ook "opoffering voor de lijdende mensheid", voor kunst en wetenschap kwamen voor een voordracht in aanmerking.
De keizer stichtte voor zijn nieuwe orde een eigen ordekanselarij met een eigen kanselier, schatmeester, ordesecretaris, een eerste en tweede secretaris (Kanzlisten) en enige dienaren. Alleen de door de Keizer en Grootmeester benoemde Ordenskanzler moest ook lid van de orde zijn voordat hij kon worden benoemd. Het grootmeesterschap van de orde was volgens het statuut "onverbreekbaar met de Oostenrijkse kroon verbonden". In het laatste jaar waarin deze kanselarij de orde bestuurde, dat was in 1912, had zij een begroting van 125 895,38 kronen. In 1913 werd het beheer van de Oostenrijkse orden gereorganiseerd. De opperhofmeester zou in het vervolg de verenigde kanselarij van de Leopoldsorde, de Orde van de IJzeren Kroon, de Frans Jozef-orde en de Elisabeth-Orde leiden.
De eerste kanselier was Vorst Felix von Schwarzenberg. Deze kanselier van de Oostenrijkse regering gaf al leiding aan de ministerraad maar omdat het absolutistisch geregeerde Oostenrijk van die tijd nog geen zelfstandig kabinet bezat kan hij slechts tot op zekere hoogte als premier van Oostenrijk worden beschouwd. Omdat de kanselier door de keizer uit de leden van de orde moest worden benoemd was Fürst Schwarzenberg op diezelfde dag, de`16 april 1850, tot Grootkruis in de Frans Jozef-orde benoemd.
De Hof- und Ministerialrat Freiherr v. Pflügl werd schatmeester, Ministerialrat Joseph Marherr werd ordesecretaris en tevens archivaris en de Registrieradjunkt im Obersthofmeisteramt Franz v. Raymund werd eerste kanzlist van de orde. Aan deze functies waren inkomens verbonden; de kanselier verdiende 5880 Kronen per jaar voor wat in zijn geval vooral een erefunctie was. De heren v. Raymund en v. Pflügl ontvingen respectievelijk 2400 en 2000 Kronen per jaar.
Een ridderorde die aan brede groepen verdienstelijke burgers werd verleend was voor het aristocratische Habsburgse hof iets nieuws. De ridders in de Frans Jozef-orde waren, zij waren immers geridderd, met hun echtgenoten toegelaten tot de plechtigheden van het hof ook al waren zij geen edelen. In de Oostenrijkse samenleving was de Orde niet erg in tel; wanneer iemands vermogen, en daarmee zijn krediet, werd ingeschat was een Frans Jozef-orde niet in tel. De eigenaren van een florerend bedrijf werden immers vaak in de Orde van de IJzeren Kroon opgenomen. De ridders vond men en alle lagen van de samenleving waarbij in de eerste jaren veel kunstenaars in de orde werden opgenomen. De Frans Jozef-orde had immers de plaats ingenomen van de Genademedailles waarmee eerdere kunstenaars werden geëerd. Toen het Keizerlijk-Koninklijk Oostenrijks-Hongaars Ereteken voor Kunst en Wetenschap was ingevoerd daalde het aantal benoemingen van scheppende en vertolkende kunstenaars in de Frans Jozef-orde.
Het was "unstatthaft" wat zoiets als "ongepast" om om het toekennen van de Frans Jozef-orde te verzoeken. Op een dergelijk verzoek werd desondanks geen in de statuten vermelde sanctie toegepast.
De conservatieve Oostenrijkse keizer brak met de instelling van de Frans Jozef-orde met een aantal gebruiken maar sommige karakteristieken van de oude Oostenrijkse ridderorden bleven ook hier bewaard. De grootkruisen hadden op de verschillende ordedagen toegang tot het kabinet ("Geheimen Ratsstube" van de keizer. Wanneer de ridders der Ie en IIe Klasse van de Orde van de IJzeren Kroon en de grootkruisen en commandeurs van de Leopoldsorde toegang verkregen tot de Ratsstube dan werd dat privilege uitgebreid tot de twee hoogste graden van de Frans Jozef-orde. Alle ridders verkregen toegang tot de minder exclusieve ruimten van het strenge Oostenrijkse hof en de hoffeesten waar verder alleen edellieden en officieren toegang hadden. Ook al werden de leden van de Frans Jozef-orde niet automatisch edelen, zij die een familiewapen voerden mochten de versierselen in dat wapen opnemen en lint of keten om het wapenschild hangen.
De keizer heeft de versierselen van zijn "eigen" orde weinig gedragen. Op portretten ziet men Frans-Jozef I met de vijf sterren van zijn vijf ridderorden waaronder de ster van de Frans Jozef-orde. Vaak droeg de keizer zoals gebruikelijk vier sterren en dan werd de ster van de Frans Jozef-orde weggelaten.
Een nieuwbenoemde ridder moest na zijn benoeming een "revers", een verklaring waarin hij vast liet leggen dat zijn gouden kruis en zilveren ster na zijn dood weer aan de kanselarij zouden worden teruggezonden, tekenen.
In oorlogstijd werden de kruisen en sterren ook met de Oorlogsdecoratie toegekend.
Toen de Oostenrijkse monarchie in november 1918 viel verdween ook deze ridderorde in de schaduwen van de geschiedenis. In 1919 verbood de Republiek Oostenrijk het voeren van titels als "Ridder in de Frans Jozef-orde".
De oude gouden en zilveren Medailles van Genade die al eeuwen door de Habsburgse vorsten werden verleend werden na het instellen van de Frans Jozef-orde
niet langer toegekend. Het daarvoor gereserveerde goud- en zilver werd door de Munt in Wenen afgestaan aan juwelier Alexander Kittner in Wenen. Het ging om gouden medailles ter waarde van 1500 dukaten van ieder 3.442 gram en zilver ter waarde van 20 000 Oostenrijkse gulden.
In april 1850 werden 20 massief zilveren sterren van 80 gulden per stuk, 50 commandeurskruisen uit dukatengoud van 70 gulden per stuk en 100 kleine kruisen van dukatengoud ter waarde van 56 gulden per stuk aan de nieuwe kanselarij geleverd. De juwelier vervaardigde ook gouden en zilveren kruisen van verdienste die hij uit omgesmolten oude gouden medailles en zilveren ter waarde van 1260 gulden en oude ketens ter waarde van 240 gulden vervaardigde.
Uit deze gang van zaken is duidelijk dat de nieuw ingestelde Frans Jozef-orde in de ogen van de Oostenrijkse regering het definitieve einde van de medailles betekende.
De keizer heeft aan de vormgeving van zijn nieuwe orde actief meegewerkt. De adelaar werd op zijn aandringen niet van goud, zoals die van de versierselen van de Orde van de IJzeren Kroon, maar van afwisselend zwart geëmailleerde en gouden veren gesmeed. De keizer was ontevreden met het oorspronkelijk voorgestelde wit-rode lint met een bies van gouddraad. In plaats daarvan bleef met het effen hoogrode lint van de vroegere Genademedaille ook voor de nieuwe Frans Jozef-orde gebruiken.
De Oostenrijkse regering verleende na 1859 en het verlies van Lombardije de Orde van de IJzeren Kroon niet aan Italianen, het motief op de kruisen van deze orde zou tot weigering kunnen leiden. Alleen de "zwarte adel" en de medewerkers van de Curie in Rome accepteerden zonder problemen een orde waarop een Oostenrijks heerser de Italiaanse kroon had laten afbeelden. Om te kunnen beschikken over voldoende onderscheidingen in de door het protocol en de internationale diplomatieke gebruiken gewenste graad werd in 1869 een ster ingesteld die aan de Commandeurs in de Frans Jozef-Orde kon worden uitgereikt. Op deze wijze beschikte Oostenrijk voor het eerst over een decoratie die overeenkwam met die van een grootofficier in de andere Europese landen. De directe aanleiding voor het instellen van deze ster was de opening van het Suezkanaal. De zilveren ster had een diameter van 70 millimeter en werd op de rechterborst gedragen. Later kreeg de ster een diameter van 80 millimeter. De ster van de Ie Klasse had oorspronkelijk een diameter van 82 millimeter. In de periode van 1872 tot 1900 werden door de juweliers sterren met een diameter van 92 tot 95 millimeter aan de kanselarij geleverd. In 1900 werd vastgelegd dat alle sterren van de Ie Klasse van de Oostenrijkse ridderorden een diameter van 92 millimeter zouden hebben. Anders dan bij de oudere Oostenrijkse orden zijn er nooit geborduurde sterren van de Frans Jozef-orde geweest.
De Leopoldsorde en de Orde van de IJzeren Kroon hadden in 1860 en 1861 beiden een oorlogsdecoratie gekregen. De in de oorlog verworven kruisen en sterren werden met groen geëmailleerd of gouden krans van eikenloof versierd of op een gouden krans van eikenloof gelegd. De Frans Jozef-orde kreeg zijn oorlogsdecoratie in een patent van januari 1915. Het kleine kruis zou net als het commandeurskruis wanneer het voor verdiensten voor de oorlogsvoering van militaire ambtenaren en non-combattanten in het vervolg aan een rood-wit en gedeeltelijk horizontaal gestreept lint als dat van het Oostenrijkse Kruis voor Militaire Verdienste worden gedragen. Het officierskruis moest op een kokarde van dat lint worden gelegd.
Op 2 juni 1915 werd deze kokarde die voor het Oostenrijkse decoratiestelsel uniek was ingeruild voor groen geëmailleerde "pendilië" of infulae onder de keizerskroon.
Toen het Oostenrijks-Hongaars Ministerie van Oorlog de keizer in november 1915 verzocht om het oorlogslint ook voor de grootkruisen te mogen gebruiken werd dit verzoek door de keizer zonder verdere uitleg afgewezen. Karl Gattinger noemt de later opgedoken verklaring dat dit lint in deze iets meer dan tien centimeter brede en van de rechterschouder naar de linkerheup lopende uitvoering in veler ogen op het "lijf van een kostuum van een turn- of zwemclub zou lijken" en daarom bespottelijk zou worden gevonden onbewezen.
Op 13 augustus 1916 werden de versierselen van de hogere graden van de Frans Jozef-orde aan de gegroeide praktijk aangepast door de instelling van een groen geëmailleerde eikenkrans waarop deze ster in het vervolg zou rusten. Hetzelfde zou in het vervolg ook voor de kleinere ster van de IIe Klasse, de Commandeur met Ster gelden.
Op 13 december 1916 werd vastgelegd dat de Frans Jozef-orde evenals de Leopoldsorde en de Orde van de IJzeren Kroon in het vervolg "met de zwaarden" zou worden verleend. Bij het ridderkruis werden twee gekruiste zwaarden van goud of verguld metaal op het lint bevestigd. Bij de kruisen en sterren van de hogere graden werden gekruiste zwaarden tussen de kroon en het kruis bevestigd. Ook op de batons van de orde verschenen gekruiste zwaarden.
Karel I van Oostenrijk vond het op 1 augustus 1917 uiteindelijk wel goed dat het gestreepte lint van het Kruis voor Oorlogsverdienste ook als een 101 millimeter breed grootlint over de rechterschouder naar de linkerheup zou worden gedragen.
De hiërarchie van de Frans Jozef-orde werd pas in 1901 aangepast aan de instelling van de ster. Tot op die dag werd de commandeur met Ster, soms "grootofficier" genoemd niet in de statuten vermeld. Na 1901 kreeg de orde officieel een grootofficier en een officier. Ook de in 1901 ingestelde officiersgraad van de Frans Jozef-orde dankt zijn bestaan aan de moeizame relatie met Italië. Het officierskruis werd met een onderste arm die iets langer is dan de drie andere armen voorgeschreven. De keizerskroon is ook langwerpiger dan bij de andere kruisen het geval is.
Ridderkruisen die voor verdienste in oorlogstijd werden verleend mochten aan het horizontaal rood en wit gestreepte Oostenrijkse oorlogslint worden gedragen. In 1908 vond de keizer ook goed dat er in het vervolg gekruiste zwaarden tussen kroon en kruis zouden worden geplaatst.
De Oostenrijkse keizer verleende steeds massief gouden ridderkruisen en ook de andere versierselen waren van massief goud van het gehalte van de dukaten. Zo kon de waarde van de versierselen en ketens gemakkelijk worden berekend. Het was de ridders uitdrukkelijk verboden om hun kruis of ster met diamanten of andere edelstenen te versieren. Alleen door de Keizer verleende onderscheidingen met diamanten mochten worden gedragen. In 1916 liet keizer Karel I van Oostenrijk bekendmaken dat de kruisen in het vervolg van verguld brons zouden zijn. Oostenrijk had door de nu al twee jaar op meerdere fronten woedende Eerste Wereldoorlog een tekort aan grondstoffen waaronder goud. Op veilingen worden soms versierselen met een ijzeren kern aangeboden.

## Ridders in de Frans Jozef-orde
Al was de Frans Jozef-Orde minder in aanzien dan de Leopoldsorde en de Orde van de IJzeren Kroon, men kan het opvallende rode rupertkruis terugvinden op tal van portretten van vooraanstaande onderdanen van de Habsburgse monarchie. Onder de ridders waren edellieden, bourgeois, geestelijken van de katholieke, orthodoxe en protestantse kerken en kunstenaars. In dejaren voordat het Ereteken voor Kunst en Wetenschap werd ingesteld ontvingen veel vooraanstaande kunstenaars de Frans Jozef-orde. Onder hen waren de componist Johann Strauß, de schilder Eduard Strauß, Heinrich Angeli, Friedrich von Amerling, August Pettenkofen, Franz Liszt, Eduard v. Bauernfeld, Theophil Hansen, Josef Werndl en Karl Lueger die achtereenvolgens ridder, commandeur (met ster) en grootkruis in de Frans Jozef-orde werd.
De autoconstructeur Ferdinand Porsche was Officier. De meubelmaker Michael Thonet was Ridder. De ontdekkingsreiziger Fridtjof Nansen was grootkruis.

## Het einde van de orde
Keizer Karel I deed op 11 november 1918 afstand van de troon. Al eerder, op 16 oktober, had hij in een manifest afstand gedaan van alle rechten op bemoeienis met het bestuur van zijn volkeren. Met zijn regering eindigde het bestaan van de orde nog niet. Er lagen nog voordrachten op de Weense bureaus en de Duitse Republiek Oostenrijk was de rechtsopvolger van het Keizerrijk Oostenrijk.
De keizer stelde vooral belang in zijn twee oudste dynastieke orden; de Orde van het Gulden Vlies en de Orde van het Sterrenkruis die omdat zij in pauselijke bullen werden erkend en geregeld buiten de macht van de Oostenrijkse regering vielen. Hij bleef ook betrokken bij het Kapittel van de Militaire Orde van Maria Theresia dat ook na de ondergang van de dubbelmonarchie nog bijeenkwam om voordrachten te beoordelen. De burgerlijke Frans Jozef-orde was in de belevenis van de aristocraat Karel I waarschijnlijk een orde van ondergeschikt belang.
Volgens rekeningen van het Hofzahlamt dat de liquidatie van het hof en de keizerlijke huishouding regelde werden in 1919 nog ridder-, officiers- en commandeurskruisen uitgereikt. De laatste geregistreerde benoeming was die van generaal-majoor Emil Freiherr v. Tessla die in mei 1919 de versierselen van een commandeur met de Zwaarden in de Frans Jozef-orde kreeg uitgereikt.
Kruisen van Verdienste werden nog tot in december 1919 uitgereikt.
De Wet van 3 april 1919 bepaalde dat de wereldlijke ridder- en damesorden van Oostenrijk werden afgeschaft. Het verbod trof alle adellijke en eretitels die niet met een vak, wetenschap of kunst verband hielden. Het werd een Ritter im Franz Joseph-Orden verboden om deze titel nog te gebruiken. De Oostenrijkers mochten hun oude medailles en eretekens nog wel blijven dragen. De pretendent Otto von Habsburg heeft geen aanspraak op de Frans Jozef-orde gemaakt en de ster ook niet gedragen. Bij zijn huwelijk in 1955 droeg hij wel de sterren van de Orde van Sint-Stefanus en de Leopoldsorde.
De archieven van de orde werden aan Haus-, Hof-, und Staatsarchiv in het Österreichische Staatsarchiv in Wenen overgedragen.

## Het diploma
De Oostenrijkse regering besteedde veel aandacht aan alles wat met de ridderorden samenhing. Zo waren er voor de Ie Klasse of Grootkruis van de Frans Jozef-orde diploma's voorzien die sterk geleken op de adelspatenten en wapenbrieven. Ook deze diploma's werden als een boek ingebonden en voorzien van een met een koord en zegelwas aan het diploma gehecht lakzegel in rode lak. Rond het kwetsbare zegel was ter bescherming een goudkleurige metalen huls aangebracht die kon worden geopend. Het op een boek of schrijfmap lijkende diploma werd in een met goud bedrukte leren kaft ingebonden.
De IIe en IIIe Klasse kregen een eenvoudig diploma dat de vorm van een zogenaamd patent met een opgeplakt "droog" zegel waarin het kruis van de Frans Jozef-Orde in reliëf was aangebracht. Het document werd niet door de vorst getekend. Er zijn door de medewerkers van de kanselarij en het obershofmeisteramt getekende en niet getekende diploma's bekend. In de marge van de diploma's staan aantekeningen zoals conformnummers die met het aan de keizer voorgelegde benoemingsbesluit samenhangen, dateringen en parafen.
De later toegevoegde klassen van een commandeur met Ster en officier ontvingen dezelfde eenvoudige diploma's als de IIe en IIIe Klasse. De uitgifte van deze diploma's was kosteloos maar voor de prachtige diploma's van de grootkruisen moesten leges worden betaald. Samen met hun diploma ontvingen alle leden van de Frans Jozef-orde een boek met de statuten. Ook dit boek viel onder de teruggaveplicht waaraan de familie na het overlijden van de drager moest voldoen.
Na het opheffen van de eigen kanselarij van de Frans Jozef-orde werden de diploma's door het obersthofmeisteramt, een bureau van de hofhouding, opgemaakt. De diploma's uit de regeringsperiode van Frans Jozef I werden met vermelding van zijn naam gedrukt. De personalia en de graad werden met de hand ingevuld. De diploma's uit de tweejarige regeringsperiode van Karel I van Oostenrijk vermelden alleen dat de onderscheiding "door de Keizer van Oostenrijk, Apostolisch Koning van Hongarije enz. enz. enz. allergenadigst werd verleend".
In 1918 werd een bullitin dat uit enige goedkope gedrukte bladzijden bestond uitgereikt in plaats van het boek met de statuten.
De diploma's van de Frans Jozef-orde bleven in het bezit van de familie.

## Juweliers en uitvoeringen van de Frans Jozef-orde
De versierselen werden van een juweliersstempel en een keur voorzien. Voor 18 karaat goud was dat de wettelijk voorgeschreven Gemsenkopfpunze en voor Ie gehalte zilver de Dianakopfpunze die dan ook op de ster is aangebracht. Onder het centrale medaillon op de achterzijde van de sterren en de officierskruisen is een zilveren of gouden schild met de naam van de fabrikant bevestigd.
De kruisen van de beste kwaliteit dragen stempels en keuren op de ring. Bekende fabrikanten zijn de juweliershuizen Mayer's Söhne, Rozet und Fischmeister,
Wilhelm Kunz, Gebr. Resch en de beroemde juweliersfirma F. Rothe, allen in Wenen. De firma Mssrs. Bachruch in Boedapest leverde ook kruisen van de Frans Jozef-Orde.
Het grootkruis en het commandeurskruis van de Frans Jozef-orde zijn even groot. De beide kruisen zijn in alle details identiek.

## De Frans Jozef-orde en het Kruis van Verdienste
Op 16 februari 1850 werd een Burgerlijk Kruis van Verdienste (Duits: Zivil-Verdienstkreuz) ingesteld dat naast de Frans Jozef-orde zou worden toegekend.
In het instellingsbesluit sprak de nieuwe keizer Frans Jozef I van Oostenrijk van een "... beloning voor trouwe en steeds bewaarde aanhankelijkheid aan de keizer en het vaderland, meerjarige erkende en prijzenswaardige dienst in de overheidsorganen of andere verdiensten voor het algemeen welzijn". De toelatingseisen werden minder hoog gesteld dan bij de Frans Jozef-orde en het kruis dat in vier graden kon worden uitgereikt, werd ook toegekend aan dames.
In de officieel vastgestelde Draagvolgorde van de Oostenrijkse onderscheidingen werden de kruisen van Verdienste na de orden en de Oostenrijkse Medailles voor Dapperheid gedragen.
De vorm van het kruis met de opvallende medaillon en het rode emaille en het eendere egaal rode lint geven de verwantschap tussen het Kruis van Verdienste en de Frans Jozef-orde aan. Daar waar de Frans Jozef-orde niet kon of mocht worden uitgereikt beschikte de Oostenrijkse staat over de vier gouden en zilveren kruisen die in 1916 nog met een IJzeren Kruis van Verdienste met Kroon en een IJzeren Kruis van Verdienste werden uitgebreid.
Het decoratiebeleid van de Oostenrijkse staat was zeer ondoorzichtig en gecompliceerd. Onder de dragers van de kruizen vindt men architecten, priesters, fabrikanten zoals Wilhelm Kralik von Meyrswalden en Christof Weinmeister, de beroemde sopraan Irene Abendroth, rabbijn David Herzog, leraren en zelfs de keizerlijke kamerheer graaf Franz von Harrach. Zij zouden ook in aanmerking zijn gekomen voor de Frans Jozef-orde. Mensen die "met hun handen werkten" kregen voornamelijk de minder hoog ingeschatte medailles. Aan de Frans Jozef-orde is geen medaille verbonden.
Ook dames zoals de journaliste en lerares Emilie Bach droegen het Burgerlijk Kruis van Verdienste. Zij konden destijds door de strikte uitleg van het begrip "Ridder" niet in de Frans Jozef-Orde of in een Oostenrijkse ridderorde worden opgenomen. Alleen de twee damesorden stonden voor hen open. Een ridder is, zo stelde men in Wenen indertijd vast, altijd een man.

## De draagwijze van de Frans Jozef-Orde en de Oostenrijkse onderscheidingen
In de dubbelmonarchie Oostenrijk-Hongarije speelden rangen en standen een grote rol. De orden en onderscheidingen werden veel gedragen. Daarvoor bestonden formele en informele kledingvoorschriften en de keizer had een officiële Draagvolgorde van de Oostenrijkse onderscheidingen vastgesteld. De drie oudere orden, de Orde van Sint-Stefanus, de Leopoldsorde en de Orde van de IJzeren Kroon hadden in het protocol voorrang op de Frans Jozef-orde, Wanneer iemand ridder in een van de oudere orden was dan had hij voorrang op een ridder in de Frans Jozef-orde. Een officier of commandeur in de Frans Jozef-orde had daarentegen voorrang op de ridders van de andere orden. De voor dapperheid en overwinningen verleende Militaire Orde van Maria Theresia had voorrang op de andere Oostenrijkse orden.
Het grote gouden Signum Laudis, het Oorlogskruis voor Burgerlijke Verdienste en het Oorlogskruis voor Militaire Verdienste werden vóór het ridderkruis van de Frans Jozef-orde gedragen en ook het om de hals gedragen versiersel van de in 1887 ingestelde Keizerlijk-Koninklijk Oostenrijks-Hongaars Ereteken voor Kunst en Wetenschap had voorrang op het kruis een commandeurs en grootofficier in de Frans Jozef-orde. Het ridderkruis van de Frans Jozef-orde had op zijn beurt voorrang op de Elisabeth-Theresia-Orde.
Het schitterende hof van de Habsburgers in Wenen en Boedapest organiseerde grote ontvangsten en bals waarbij de gala-uniformen en de onderscheidingstekens van de orden en onderscheidingen werden gedragen. Er waren ook veel parades en militaire plechtigheden waarbij de Oostenrijkse onderscheidingen prominent werden gedragen.
Men droeg in het Oostenrijk van voor de Eerste Wereldoorlog knoopsgatversieringen in de vorm van kleine linjes, kruisen en sterren. De gewoonte om ook op een gekleed kostuum zijn orde dagelijks te dragen was in de tweede helft van de 19e eeuw al snel aan het uitsterven om plaats te maken voor meer informele kledinfmode. De militairen droegen hun onderscheidingen in die tijd bijna dagelijks omdat de parade-uniformen veel werden gebruikt. Op rokkostuums werden de miniatuurketens van de orde en andere miniaturen gebruikt.
Men ziet de kruisen ook bij meer dagelijkse kleding zoals geklede kostuums. Ook op fotoportretten droegen velen tijdens het poseren het kruis of meerdere kruisen van hun orden.
Wie zijn opwachting maakte aan het Keizerlijke Hof in Wenen of Boedapest moest zich onderwerpen aan de strenge bepalingen van het Spaanse protocol. Dat schreef voor dat men in aanwezigheid van keizer en keizerin de Oostenrijkse ordetekens en onderscheidingen niet mocht afleggen.
Het was in het Oostenrijkse leger lange tijd niet gebruikelijk om batons te dragen maar in de Eerste Wereldoorlog raakten deze rechthoekige reepjes stof ook in Oostenrijk in gebruik. Op de batons werden kleine sterren en ook gekruiste zwaarden aangebracht om oorlogsdecoraties en rangen mee aan te duiden. Uiteraard droegen de voor militaire verdiensten in oorlogstijd benoemde leden van de Frans Jozef-orde een stukje van het horizontaal gestreepte kruis van het Militaire Kruis van Verdienste als baton. De batons en versierselen van de Frans Jozef-orde en de andere onderscheidingen van het keizerrijk werden in het leger van de Eerste Oostenrijkse Republiek en na de "Anschluß" in 1936 ook in de Duitse Wehrmacht gedragen.
In de statuten was bepaald dat geestelijken, letterlijk is er sprake van de "geestelijke stand", hun grootkruis aan een lint over beide schouders midden op de borst zouden dragen.

## De drie graden, later werden het vijf, van de Frans Jozef-orde
- Grootkruisen

Zij droegen het kleinood aan een breed lint over de rechterschouder en een ster op de linkerborst.
- Commandeur met ster (ingesteld in 1869)

Zij droegen een kleinood aan een lint om de hals en de ster van de Orde op de linkerborst.
De rang komt daarmee in het protocol overeen met Grootofficier.
- Commandeurs ("Komtur", niet zoals in de andere Oostenrijkse Orden "Kommandeur")

Zij droegen een kleinood aan een lint om de hals
- Officier (ingesteld op 1 februari 1901)
- Ridders of "Kleine Kruisen"

Zij droegen een kleinood aan een lint op de linkerborst

## De versierselen van de Frans Jozef-orde
Het kleinood was voor alle graden vrijwel gelijk maar verschilde in grootte. De ridders droegen een klein karmijnrood geëmailleerd gouden kruis aan een Rudolfinische Keizerskroon met een geëmailleerde rode voering. Het grootkruis en het commandeurskruis waren beiden 70 millimeter hoog en 38 millimeter breed. Er waren voor alle graden ook ordeketens gemaakt en het kruis kon ook daaraan worden gedragen. Het lint was diep rood.
De kleinere ster van de commandeur der Ie Klasse werd in 1869 op initiatief van ordekanselier Freiherr v. Lichtenfels ingesteld. Deze ster was in 1869 82 millimeter breed, later van 1872 tot 1900 net als de ster van de grootkruisen 92 tot 95 millimeter breed en na de hervorming van de Oostenrijkse orden in 1900 90 millimeter breed.
Het kruis is een zogenaamd Rupertkruis, een kruis dat eerder in het prinsbisdom Salzburg door de inmiddels uitgestorven Orde van de Heilige Rupert was gebruikt. Het kleine kruis van de ridders was 57 millimeter hoog en 32 millimeter breed. Het traditionele driehoekig lint was 40 millimeter breed.
Het kleinood was een heraldische zwarte dubbele Oostenrijkse adelaar met in de snavels een gouden keten met het motto van de Orde, dat ook het motto van de regering van Frans Jozef was: "Viribus unitis". In het medaillon op de borst van de adelaar stond het monogram van de Oostenrijkse keizer. De kroon was bij de luxere exemplaren van de orde nauwkeuriger uitgevoerd. De parels en edelstenen waren daar met witte, rode, groene en blauwe emaille aangegeven.
Maximilian Gritzner vermeldt in zijn ordenboek dat de kroon boven het kleine kruis van de orde niet purperrood gevoerd is. In de praktijk vindt men deze kruisen soms mèt en soms zonder de puperrode emaille op de voering van de kroon.
De versierselen zijn zeer fraai uitgevoerd. Het rode en witte emaille lichten sterk op en staan in sterk contrast met het goud en het zwarte emaille van de adelaars. Niet alle kronen die als verhoging en verbinding met het lint werden gebruikt zijn van binnen bekleed. Soms ontbreekt op deze plaats de voorgeschreven rode emaille. De keten die door de snavels van de beide adelaars is gehaald is zeer precies gegoten. Deze keten begint en eindigt met fijne gouden schakels. Onder het medaillon bestaat de keten uit schakels in de vorm van letters die het motto "VIRIBVS VNITIS" vormen.

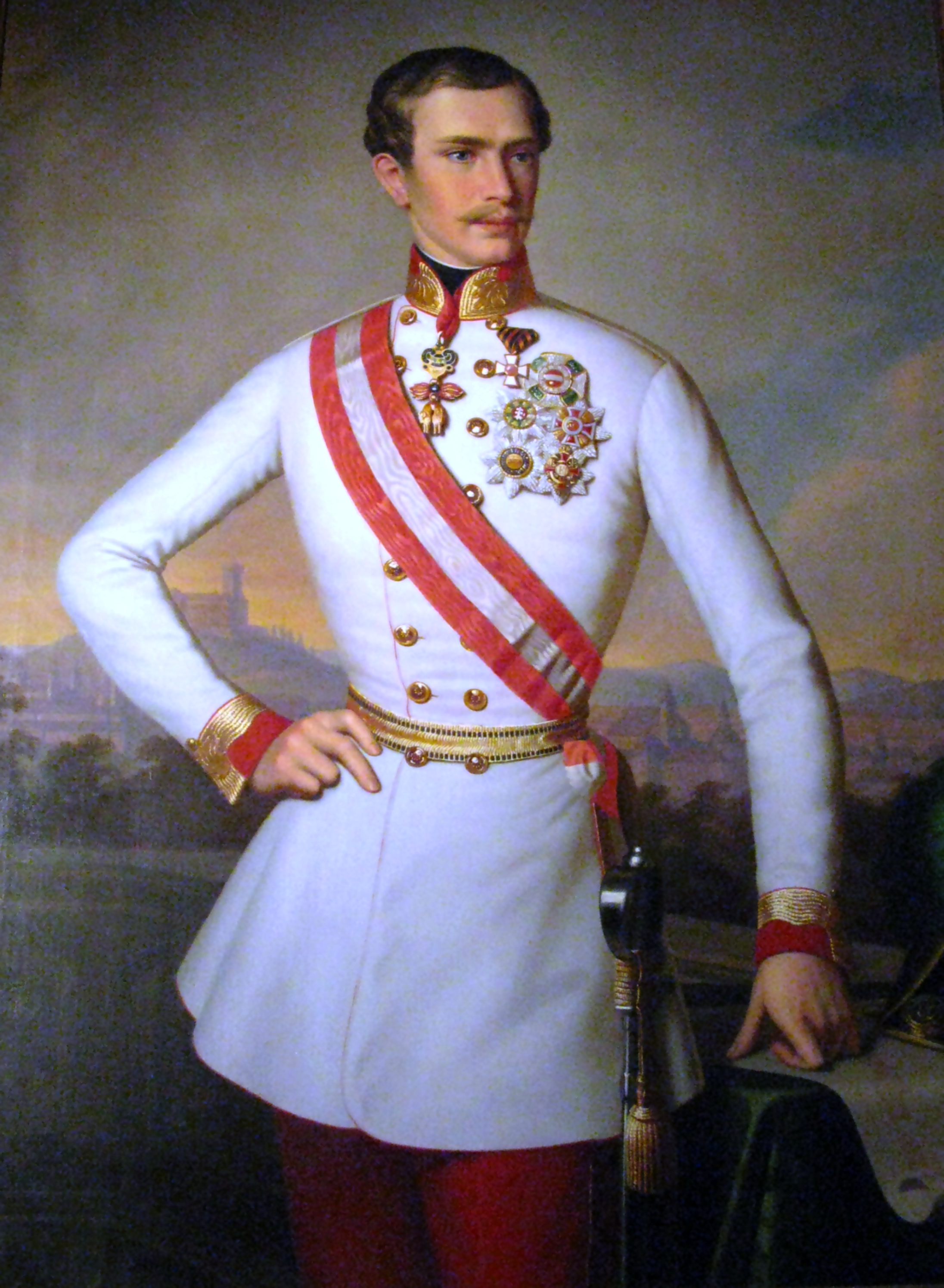
Frans Jozef met de vijf sterren van zijn orden

Een Officier in deze orde kreeg in 1901 een Steckkreuz voorgeschreven. Het kruis was aan de achterzijde onbewerkt en werd met een beugel op de kleding vastgemaakt. Wanneer dit kruis voor oorlogsverdienste werd verleend werden na de zomer van 1915 de twee afhangende infulae van de Rudolfinische keizerskroon groen geëmailleerd. Er kon immers geen oorlogslint worden gebruikt bij een steckkreuz.
De keizer besloot op 13 december 1916 dat de eerste twee graden van de orde gouden zwaarden op het kruis mochten dragen. Dat was een bijzondere beloning voor "voortreffelijke dienst aan het front". De gekruiste gouden zwaarden werden door de Ie tot en met IVe Klasse op het kruis onder de kroon gelegd. De Ve Klasse droeg twee zilveren of zilverkleurige gekruiste zwaarden op het lint. De zwaarden werden ook op de kruisen die op de zilveren sterren van de Ie en IIe Klasse waren gelegd aangebracht.
In de Eerste Wereldoorlog werden ook gespen en gespen met zwaarden bij herhaalde benoemingen toegekend. De Oostenrijkse regering verleende zoveel onderscheidingen aan de op drie fronten vechtende krijgsmacht en het nauw bij de oorlog betrokken thuisfront dat de Oostenrijkse onderscheidingen aan prestige dreigden te verliezen. De kosten van al deze gouden en zilveren versierselen waren ook niet meer op te brengen door een land dat door zijn oorlogseconomie en een steeds nijpender tekort aan grondstoffen in grote economische moeilijkheden was geraakt.
In het vervolg kon men voor de tweede of derde maal met het ridder-, officier-, of commandeurskruis worden onderscheiden. Wie de Ve Klasse voor de tweede maal kreeg mocht op het lint een zilveren gesp, al dan niet met zwaarden, aanbrengen.
Met name tijdens de Eerste Wereldoorlog werden tal van nieuwe uitvoeringen van de versierselen van de Frans Jozef-orde vervaardigd. Het is moeilijk om onderscheid te maken tussen de vele bijzondere uitvoeringen, de kruisen, gespen, zwaarden en sterren die afwijken van de gebruikelijke vorm omdat de oorlogsomstandigheden daartoe noopten, proefstukken die steeds weer werden vervaardigd omdat de juweliers meewerkten aan de totstandkoming van de nieuwe door de oberhofmeister en zijn ambtenaren bestelde versies van de versierselen en kruisen die aan de fantasie van de juwelier of de besteller zijn.
In de antiekhandel worden kruisen met los tussen kroon en zwaard aangebrachte gekruiste zwaarden aangeboden. Misschien waren dit proefstukken. Ook van de uit de tweede helftvan 1917 stammende, want verguld bronzen, officierskruisen met een met kleine groene stenen of groene emaille versierde ring rond het medaillon is de herkomst niet duidelijk.
De gespen voor herhaling van het ridderkruis van de Frans Jozef-orde behoren van goud of verguld zilver te zijn. Er bestaan gespen waarop twee kleine gekruiste zwaarden los op de gesp zijn bevestigd en gespen van oorlogsmetaal.

## De drie kleine ketens van de orde
In de eerste statuten van 25 december 1850 werd voor het eerst voor een Oostenrijkse orde vastgesteld dat er drie precies beschreven ordeketenen zouden zijn die alleen in een miniatuurversie door het knoopsgat van burgerkleding mochten worden gehaald. De statuten schreven voor dat een dergelijk miniatuur niet bij feestelijke gelegenheden mocht worden gedragen. Maximilian Gritzner sprekt van een "Kette en miniature".
Kleine ketenen werden ook in Pruisen werd gebruikt, in Oostenrijk bleef het gebruik van miniatuurketens beperkt tot de Frans Jozef-orde al worden er wel miniatuurketens van de Orde van het Gulden Vlies en andere orden gezien. Deze kettingen werden als particuliere opdrachten door juweliers vervaardigd en ze hadden geen officiële status.
De miniatuurkreten moet niet worden verward met de in de 19e eeuw veel gedragen kettingkjes van fijne gouden schakels waaraan met op rokkostuums de miniaturen van de onderscheidingen van de drager op het revers van het rokkostuum droeg. Dergelijke kettingen werden door een gedecoreerde heer zelf bij een juwelier gekocht. Deze drie ketenen behoorden tot de officieel voorgeschreven versierselen van de Frans Jozef-Orde.
De miniatuurketen van een grootkruis was 11 millimeter breed en bestond uit afwisselende schakels. De eerste schakel kreeg de vorm van zwart geëmailleerde met gouden keizerskronen gekroonde adelaars met het rood-wit-rood geëmailleerde wapen van de Habsburgers op de borst. De tweede schakel kreeg de vorm van een ineengestrengeld gekroond gouden monogram waarin de letters "FJ" herkenbaar zijn. De keten bestond uit tien elkaar afwisselende schakels. Ze werden met twee fijne gouden kettingen met elkaar verbonden.
De miniatuurketen van een commandeur was 8 millimeter breed en bestond uit afwisselende schakels. De eerste schakel kreeg de vorm van zwart geëmailleerde ongekroonde adelaars met het keizerlijke monogram "FJ" op de borst. De tweede schakel kreeg de vorm van een gouden keizerskroon. De keten bestond uit tien elkaar afwisselende schakels. Ze werden met twee fijne gouden kettingen met elkaar verbonden.
De miniatuurketen van een Ridder of "Klein Kruis" was 6 millimeter breed en bestond uit afwisselende schakels. De eerste schakel kreeg de vorm van een rond gouden medaillon met het keizerlijke monogram "FJ" in rode emaille. De tweede schakel kreeg de vorm van een rond wit geëmailleerd medaillon met de gouden keizerskroon. De keten bestond uit tien elkaar afwisselende schakels. Ze werden met twee fijne gouden kettingen met elkaar verbonden.
De leden van de orde droegen de keten in het knoopsgat van het revers van hun jas en op foto's wordt de keten ook wel naast de horlogeketting op het vest gedragen. Mewn bevestigde de miniaturen van andere orden en onderscheidingen ook wel aan deze kleine keten.

## De kleine decoratie
Op 23 maart 1908 werden de uniformen van de Oostenrijkse strijdkrachten nieuw vormgegeven. Frans Jozef I die zeer sterk met de tradities van zijn leger verbonden voelde was daarbij actief betrokken. In het besluit kreeg de Frans Jozef-orde voor het eerst een "kleinen Dekoration". De dragers van de Ie Klasse mochten een miniatuur van de ster van de orde in het vervolg op het driehoekige lint van de Ve Klasse dragen. Op 27 oktober 1917 kregen ook de dragers van de vier andere graden verlof om een dergelijke kleine decoratie te dragen. In hun geval werd dat een plaque of miniatuur van het versiersel.
De Ie Klasse mocht in het vervolg een ster, een ster met oorlogsdecoratie of een ster die op de oorlogsdecoratie was gelegd op het lint dragen. Voor deze ster werd een diameter van twee centimeter voorgeschreven.
Door een wijziging van de statuten werd de orde uitgebreid met zwaarden. De keizer gaf bevel dat de op de linkerzijde van de borst gedragen baton van de onderscheiding in het vervolg twee gekruiste zwaarden van verguld metaal mocht dragen. Het besluit gold niet met terugwerkende kracht en het werd de ridders verboden om om dergelijke zwaarden te verzoeken. In het vervolg zou een bevelhebber van een troepenonderdeel of een daarmee vergelijkbare ambtsdrager in het decreet of getuigschrift vermelden dat de drager de orde met zwaarden op het lint zou mogen dragen. In het vervolg zou bij voordrachten worden besloten of de benoeming mèt of zonder deze zwaarden zou plaatsvinden.
De IIe Klasse of commandeur met Ster mocht in het vervolg een kleine zilveren plaque, een ster met vier punten, met daarop het kruis van de orde op het lint dragen. In werrkelijkheid werd de ster van de Frans Jozef-orde altijd met acht punten gedragen. De vierkante versie bestond alleen als miniatuur op de kleine kruisen. Wanneer men de IIe Klasse "met de zwaarden" droeg werd onder de plaque een groen geëmailleerde eikenkrans gelegd.
De IIIe Klasse of commandeur droeg een gedetailleerd uitgevoerd miniatuur van zijn kruis op het lint. Wanneer men de IIIe Klasse "met de zwaarden" droeg werd op het kruis een paar gekruiste zwaarden gelegd
De IVe Klasse of officier droeg eveneens een miniatuur Daarbij was de zwart geëmailleerde adelaar weggelaten zodat alleen een rood geëmailleerd kruis met daarboven de kroon overbleef. Wanneer men de IVe Klasse "met de zwaarden" droeg werd onder de kroon een groen geëmailleerde fibulae gelegd
De Ve Klasse kwam niet voor een kleine decoratie in aanmerking.
De miniaturen werden door de juweliers zeer gedetailleerd uitgevoerd. Men gebruikte goud of verguld zilver en kleine rode en blauwe stenen of stukjes geslepen rood en blauw glas. Ook de witte parels van de rand werden zorgvuldig uitgevoerd door het metaal te emailleren.
De Oostenrijkse keizer bepaalde dat de kleine decoraties alleen op uniformen van de Oostenrijkse strijdkrachten mochten worden gedragen. Men droeg deze linten en kruisen bij mindere formele gelegenheden wanneer men "kleine dienst" vervulde of buiten dienst was.